# Sebastian Schmidt (Theologe)

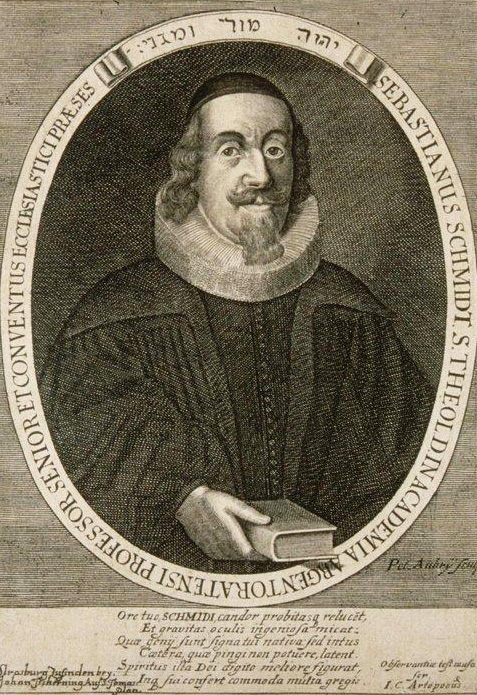
Sebastian Schmidt

Sebastian Schmidt (manchmal auch Schmid, latinisiert Schmid(t)ius; * 6. Januar 1617 in Lampertheim bei Straßburg; † 10. Januar 1696 in Straßburg) war ein deutscher lutherischer Theologe und Hebraist.

## Leben
Schmidt, Sohn eines Wagners, studierte Evangelische Theologie an den Universitäten Marburg, Königsberg, Wittenberg und Straßburg. Ab 1640 bildete er sich an der reformierten Universität Basel bei Johann Buxtorf dem Jüngeren, dem führenden Hebraisten seiner Zeit, weiter. 1643 wurde er Pfarrer in Ensisheim. Von 1649 bis 1653 wirkte er als Rektor des Gymnasiums in Lindau (Bodensee). Als Nachfolger seines Lehrers und Förderers Johann Georg Dorsche wurde er Ende 1653 Professor der Theologie in Straßburg, im nächsten Jahr auch Doctor theologiae. Mehrfach amtierte er als Rektor der Universität. 1666 wurde er ferner zum Präsidenten des Kirchenkonvents berufen, 1687 zum Propst von St. Thomas.

## Werk
Schmidt gehört zur Lutherischen Orthodoxie, überwand sie aber zugleich durch sein Bemühen um eine philologisch genaue Auslegung des Bibeltextes, wodurch er unter anderem seinen Schüler Philipp Jakob Spener beeinflusste. Er verfasste unzählige Disputationen und Kommentare zu zahlreichen Büchern des Alten und des Neuen Testaments. Zu seinen bekanntesten Werken gehören das Collegium Biblicum, eine die Aussagen des Alten und des Neuen Testaments harmonisierende Glaubenslehre, mit der Schmidt zu den Vorläufern der Biblischen Theologie gerechnet wird, sowie die lateinische Bibelübersetzung Biblia Sacra, sive Testamentum Vetus et Novum ex Linguis originalibus in linguam Latinam translatum (1696). Mit Johann Benedict Carpzov II. gab er den Mischnakommentar des Maimonides heraus.